# Пам'ятні та анотаційні таблиці Житомира
Цей список перераховує встановлені в місті Житомир анотаційні та пам'ятні дошки.

## Анотаційні таблиці
| Зображення | На честь кого, чого чи якої події                                                            | Адреса                         | Дата встановлення                |
| ---------- | -------------------------------------------------------------------------------------------- | ------------------------------ | -------------------------------- |
|            | Століття створення Товариства дослідників Волині в Житомирі                                  | вулиця Пушкінська, 36          | вересень 2000 року               |
|            | Назви вулиці Чорновола, українського державника, Героя України                               | вулиця Чорновола, 1            |                                  |
|            | Назви вулиці Ольжича (Олега Кандиби), українського державника, заступника Голови ОУН         | вулиця Ольжича, 7              | відновлено 24 серпня 2013 року   |
|            | Звільнення Житомира від більшовиків військами Симона Петлюри та Юзефа Пілсудського 1920 року | вулиця Київська, 13            | 6 жовтня 2015 року               |
|            | 105-ліття створення гімнастичного товариства «Сокіл» в Житомирі                              | вулиця Пушкінська, 42          | 4 листопада 2015 року            |
|            | Першому незалежному українському театру в Житомирі                                           | вулиця Велика Бердичівська, 32 | 17 серпня 2017 року              |
|            | Хрещення О.Ольжича (Олега Кандиби), українського державника, заступника Голови ОУН           | вулиця Подільська, 19          | відновлено 7 листопада 2018 року |

## Пам'ятні таблиці
| Зображення | На честь кого, чого чи якої події | Адреса                           | Дата встановлення      |
| ---------- | --- | -------------------------------- | ---------------------- |
|            | Пам'яти Івана Кочерги, українського та радянського письменника | вулиця Михайлівська, 8           |                        |
|            | Пам'яті Ярослава Домбровського, польського революціонера, що народився в цьому будинкові | вулиця Мала Бердичівська, 10     | 1987 рік               |
|            | Пам'яти Михайла Скорульського, українського радянського композитора, заслуженого діяча мистецтв УРСР | майдан імені С.П. Корольова, 4/2 | 25 вересня 1987 року   |
|            | Пам'яті А.Щастного, російського адмірала. Визначена УІНП такою, що підлягає обов'язковому демонтажеві | вулиця Дмитра Донцова, 20        | 2 липня 2010 року      |
|            | Пам'яті Олександра Шумського, українського радянського діяча, народного комісара внутрішніх справ (1920) та освіти (1919, 1924—1927). Визначена УІНП такою, що підлягає обов'язковому демонтажеві                                                                      | Новий бульвар, 9                 | 19 квітня 2011 року    |
|            | Пам'яті В. М. Кавуна, радянського партійного діяча. Визначена УІНП такою, що підлягає обов'язковому демонтажеві | вулиця Чорновола, 6              | 5 травня 2011 року     |
|            | Пам'яті В. М. Ямчинського, радянського партійного діяча. Визначена УІНП такою, що підлягає обов'язковому демонтажеві | вулиця Чорновола, 6              | 7 листопада 2011 року  |
|            | Пам'яті Леоніда Грищука, українського, російського та англійського вченого-астрофізика | вулиця Івана Кочерги, 11         | 26 вересня 2013 року   |
|            | Пам'яті Артура Сілка, українського військового, кавалера ордена «За мужність» ІІІ ступеня (посмертно), що загинув при захисті Вітчизни 7 жовтня 2014 року в Донецьку                                                                                                   | провулок Сікорського, 5          | 24 травня 2015 року    |
|            | Пам'яті Івана Сльоти, українського хорового диригента, керівника ансамблю «Льонок», почесного громадянина міста | вулиця Михайлівська, 7           | 6 серпня 2015 року     |
|            | Пам'яти Валерія Лук'яненка, що загинув в Афганістані в 1987 році | вулиця Східна, 65                | 3 грудня 2015 року     |
|            | Пам'яти Вадима Антонова, солдата батальйону спецпризначення «Донбас» ЗСУ, що загинув під Іловайськом 10 серпня 2014 року | вулиця Східна, 65                | 3 грудня 2015 року     |
|            | Пам'яті Якова Зайка, колишнього народного депутата, журналіста, загиблого на Майдані в 2014 році | майдан Згоди, 5                  | 18 лютого 2016 року    |
|            | Пам'яти Наталії Скорульської, української та радянської балерини, педагога, Заслуженої артистки УРСР | вулиця Пушкінська, 26            | 5 листопада 2016 року  |
|            | Пам'яті Президента Польщі Леха Качинського, загиблого 2010 року під Смоленськом | вулиця Леха Качинського, 2       | 20 травня 2017 року    |
|            | Пам'яти Сергія Бабича, українського дисидента, в'язня совєцьких концтаборів | вулиця Кафедральна, 6            | 16 вересня 2017 року   |
|            | Пам'яті Юрія Возного, українського контррозвідника, полковника СБУ кавалера орденів «За мужність» ІІІ ступеня (посмертно) та «Народний Герой України», що загинув при захисті Вітчизни 27 червня 2017 року в селі Іллінівка Костянтинівського району Донецької области | вулиця Тараса Бульби-Боровця, 15 | 11 травня 2018 року    |
|            | Пам'яті ідеолога українського націоналізму, підполковника Війська УНР, почесного городянина Житомира Миколи Сціборського, загиблого 1941 року в Житомирі | вулиця Миколи Сціборського, 6А   | 31 жовтня 2018 року    |
|            | Пам'яті Дмитра Рудя, морського піхотинця, кавалера ордена «За мужність» ІІІ ступеня (посмертно), що загинув при захисті Вітчизни 16 травня 2018 року поблизу селища Водяного                                                                                           | вулиця Східна, 65                | 30 січня 2018 року     |
|            | Пам'яті Валентина Ковальського, десантника 95-ї бригади, що отримав тяжке поранення при захисті Вітчизни 27 липня 2014 року поблизу міста Торез, від чого помер 5 травня 2017 року                                                                                     | вулиця Східна, 65                | 30 січня 2018 року     |
|            | Пам'яті Євгена Мошківського, воїна 24-ї бригади ім. Короля Данила, що отримав тяжке поранення при захисті Вітчизни 2016 року, від чого помер 8 січня 2019 року | вулиця Івана Мазепи, 18          | 15 жовтня 2019 року    |
|            | Пам'яті Франца Бржезицького, в'язня радянських та німецьких концтаборів | Новий бульвар, 7                 | 30 листопада 2019 року |
|            | Пам'яті Віталія Цибори, старшого солдата 72 окремої механізованої бригади, що загинув 24 червня 2014 року при захисті Вітчизни | вулиця Небесної Сотні, 37        | 5 грудня 2019 року     |
|            | Пам'яти Ігоря Гончаренка, старшого солдата 72 окремої механізованої бригади, що загинув 1 листопада 2018 року біля с. Зайцеве Донецької області | вулиця Східна, 65                | 20 грудня 2020 року    |